# Shanghai Angel Charity Foundation
La Shanghai Angel Charity Foundation es una organización de caridad sin ánimo de lucro ubicada en Shanghái, China, certificada por los organismos oficiales correspondientes, la Shanghai Administration Bureau of Non-Government Organizations y la Shanghai Municipal Health Bureau.

## Fundación
Fundada en marzo de 2006, es la primera fundación financiada con fondos no públicos registrada legalmente en Shanghái que se centra en la prestación de atención médica y educación sanitaria en las zonas más desfavorecidas socialmente.

## Actividades y objetivos
Su principal objetivo es promocionar la salud y el bienestar de aquellos sectores de la población china que carecen de recursos y proporcionar asistencia sanitaria a aquellos que más lo necesitan y no pueden acceder a ella.
Entre sus actividades más importantes destaca el desarrollo de un programa de atención sanitaria mediante el cual ofrecen un servicio médico básico a personas de escasos recursos y les proporcionan la medicación necesaria para el tratamiento de sus afecciones (SACF Charity Healthcare Program).
Dentro de este mismo programa incluyen la distribución de una tarjeta médica de caridad (Charity Medical Card) a aquellos sectores de la población china que se encuentran por debajo del umbral de la pobreza establecido por la ONU, permitiendo recibir atención sanitaria y tratamiento médico sin coste alguno.
La fundación, colabora con instituciones y profesionales médicos que de forma altruista, ofrecen sus conocimientos y su experiencia atendiendo a personas de escasos o nulos recursos económicos.
También participa apoyando a aquellas empresas y organismos sociales que tienen como objetivo ayudar a las personas desfavorecidas.

## Financiación
La fundación y su labor asistencial que desarrolla se financian gracias a las aportaciones y donaciones de particulares y empresas chinas y extranjeras que destinan parte de su capital a apoyar este tipo de actividades de bienestar social.
Entre los colaboradores más importantes destacan:
- Consulado General de EE. UU.
- Cámara de Comercio Americana en Shanghái
- Shanghái Lei Yun Shang Pharmaceutical Co., Ltd.
- Beckman Coulter, Inc.
- GE Healthcare
- AO. Smith (China) Water Heater Co., Ltd.
- Shanghái General Motors (ver General Motors en China)
- Shanghái Pudong Charity Hospital
- Shanghái Ouhua Vocational Technical College
- Shanghái Yi Man Information Technology Co., Ltd.